# Макаров, Василий Емельянович
Василий Емельянович Макаров (14 [27] февраля 1903 или 27 февраля 1903, Москва — 1 сентября 1975, Москва) — советский государственный и военно-политический деятель. Член ВКП(б) с 1928 года.

## Биография
Родился 14 февраля 1903 года в Москве.
Окончил Пречистенский рабфак, Московский промышленно-экономический институт и аспирантуру при Московском планово-экономическом институте. В 1933—1937 годах — преподаватель в Московском институте советской кооперативной торговли.
На партийной работе с 1938 года: секретарь комитета ВКП(б) Московского института советской кооперативной торговли; заведующий Агитационно-пропагандистским отделом Ленинского районного комитета ВКП(б) (Москва); 1-й секретарь Советского районного комитета ВКП(б) (Москва); заместитель заведующего Планово-финансово-торговым отделом ЦК ВКП(б); 3-й секретарь Московского городского комитета ВКП(б).
В 1940—1941 — заместитель народного комиссара государственного контроля СССР.
Во время Великой Отечественной войны занимал различные политические должности в Красной Армии: член Военного Совета Брянского фронта, начальник Политического управления Западного фронта, член Военного Совета 3-го Белорусского фронта. Принимал участие в организации партийно-политической работы в Ржевско-Сычёвской, Ржевско-Вяземской, Спас-Деменской, Смоленской, Белорусской, Вильнюсской, Каунасской, Мемельской и Восточно-Прусской операциях.
После войны член Военного Совета Барановичского, Белорусского военных округов.
С 1946 года — в Группе советских оккупационных войск в Германии: член Военного Совета, заместитель командующего по политической части; заместитель Главноначальствующего по политической части Советской военной администрации в Германии.
В 1948—1950 — заместитель начальника Главного политического управления Советской Армии и Военно-морского флота
В 1950—1951 — заместитель министра государственной безопасности СССР по кадрам.
В 1952—1955 — заместитель начальника по политической части Управления высших военно-учебных заведений Министерства обороны СССР.
В 1955—1956 — заместитель начальника по политической части Военно-топографического управления Генерального Штаба Министерства обороны СССР.
С 1956 — заместитель начальника по политической части военного факультета Московского финансового института.
С 1962 года — в отставке.
Умер в Москве 1 сентября 1975 года, похоронен на Новодевичьем кладбище.